# Raffaele Ciasca
Raffaele Alberto Ciasca (Rionero in Vulture, 26 maggio 1888 – Roma, 18 luglio 1975) è stato uno storico e politico italiano.

## Biografia
Nato da Antonio (commerciante di legname) e Maria Donata Vucci, famiglia di estrazione borghese, frequentò, dopo le elementari, il seminario di Ascoli Satriano (FG) e il liceo presso l'istituto "Salvator Rosa" di Potenza. Crebbe con le idee di Gaetano Salvemini e Giustino Fortunato, con il quale strinse un intenso rapporto di amicizia.
Fu, in seguito, studente di Lettere per un anno presso l'Università di Napoli, decidendo poi di trasferirsi all'Istituto di Studi Superiori di Firenze, dopo aver conosciuto Gaetano Salvemini. Si laureò nel 1913, e vide la sua tesi pubblicata nel 1916 (L'origine del programma per "l'opinione nazionale italiana" del 1847-1848, Milano, Albrighi e Segati). Partecipò alla prima guerra mondiale, con il grado di ufficiale di Artiglieria e fu decorato con la Croce di guerra al valor militare.
Dopo la seconda laurea in Giurisprudenza, ottenuta nel 1919 all'Università di Urbino, insegnò Storia moderna dapprima alla Facoltà di Magistero di Messina (1923), e poi (dal 1925) all'Università di Cagliari, a quella di Genova, ed infine all'Università "La Sapienza" di Roma, dove insegnò Scienze Politiche a partire dal 1949. Ebbe inoltre l'incarico, durante gli anni della seconda guerra mondiale, di Storia economica all'Università Cattolica di Milano.
Il 26 aprile 1922 si sposò con la scrittrice Carolina Rispoli. La coppia ebbe tre figli: Maria Amalia, la nota archeologa Antonia ed Eugenio.
Fu autore di numerosi volumi storici che s'inseriscono principalmente nel filone del meridionalismo. Una delle sue opere, Momenti della colonizzazione in Sardegna nel secolo XVIII, pubblicata in Annali di Lettere e Filosofia dell'Università di Cagliari (1928), attirò l'interesse di Antonio Gramsci, il quale scrisse dal carcere alla moglie Tatiana di inviargli una copia. Presiedette tra il 1950 e il 1967 il ricostituito Istituto per l'Oriente, nonché il Centro per le Relazioni Italo-Arabe, di cui fu presidente durante i primi anni di attività.  Inoltre fu a capo, a partire dal 1951, dell'Istituto Storico Nazionale per l'Età Moderna e Contemporanea. Dal 1956 fu membro della prestigiosa Accademia dei Lincei.

### Attività politica
Nel dopoguerra diventa esponente del Partito Liberale, mentre alle elezioni del 2 giugno 1946 è candidato all'Assemblea Costituente nella lista lucana dell'Unione Democratica Nazionale capeggiata da Nitti. Riporta 4.268 voti di preferenza ma non viene eletto. Nel 1948 diventa senatore per il collegio di Melfi nelle liste della Democrazia Cristiana e svolge una significativa attività parlamentare. È rieletto nel 1953 e nel 1957. Iscritto al Movimento Federalista Europeo, componente dell'Unione Interparlamentare, è nominato rappresentante del Senato nella Commissione presso l'Unesco.

## Onorificenze

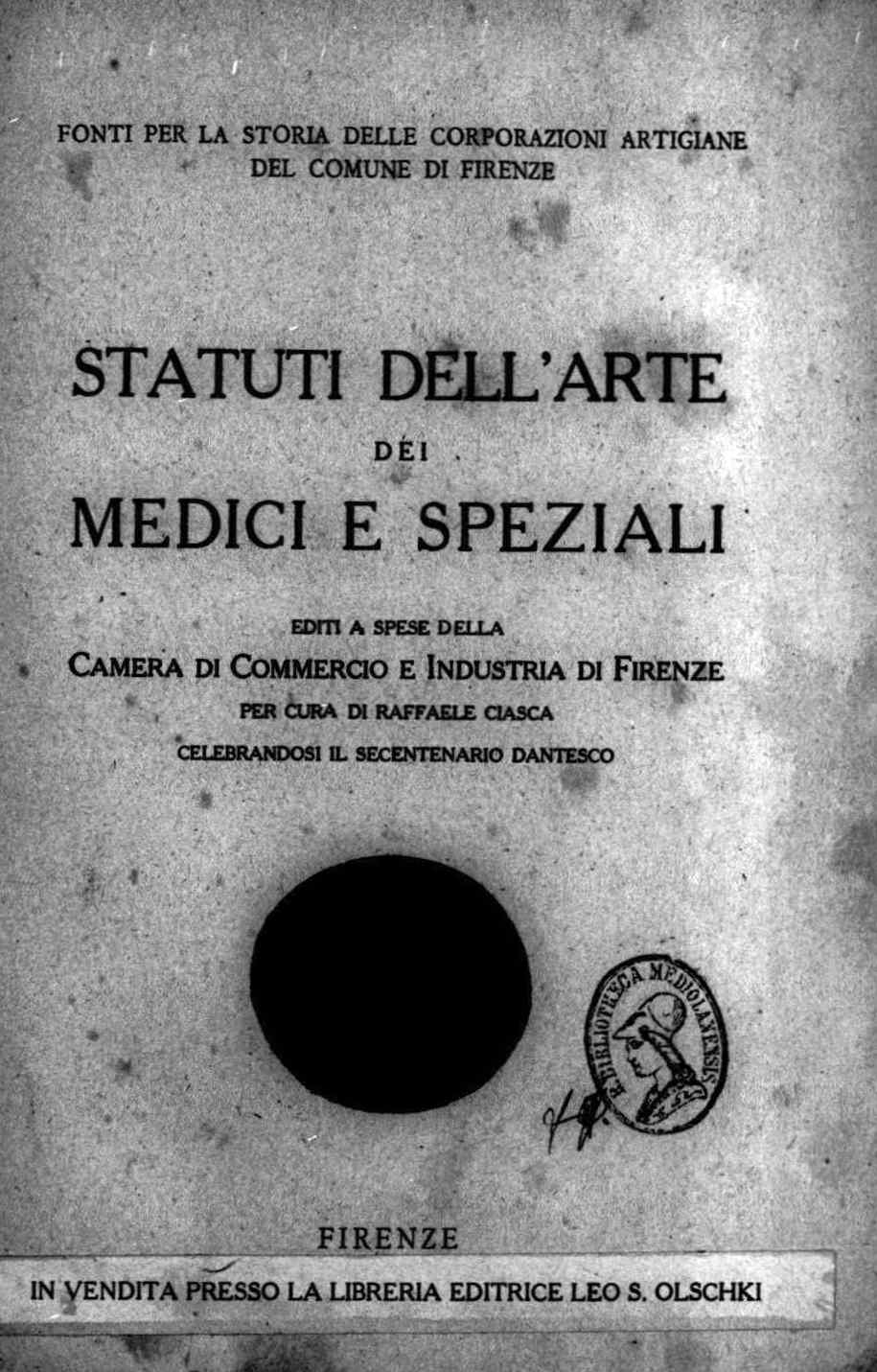
Constitutum artis et collegii medicorum, spetiariorum et merciariorum civitatis Florentiae, 1922

## Opere
(elenco parziale)
- L'origine del Programma per l'opinione nazionale italiana del 1847-48 (1916)
- Constitutum artis et collegii medicorum, spetiariorum et merciariorum civitatis Florentiae, Firenze, Olschki, 1922.
- L'arte dei medici e speziali nella storia e nel commercio fiorentino dal sec. XII al XV (1927)
- Storia delle bonifiche del regno di Napoli (1928)
- Storia coloniale dell'Italia contemporanea. Da Assab all'Impero (1938, 2ª ed., 1940)
- Il problema della terra (1963)
- Aspetti economici e sociali dell'Italia preunitaria (1973)